# Bulqizë
Bulqizë là một đô thị trong quận Bulqizë thuộc hạt Dibër, Albania. Dân số năm 2005 là 10475 người.